# Pesawahan (Tiris)
Pesawahan is een bestuurslaag in het regentschap Probolinggo van de provincie Oost-Java, Indonesië. Pesawahan telt 5407 inwoners (volkstelling 2010).